# مستشفى الصباح
مستشفى الصباح، هو مستشفى عام يقع في منطقة الشويخ الصحية في محافظة العاصمة بدولة الكويت، وهو يتبع من الناحية الإدارية منطقة العاصمة الصحية. افتتح المستشفى في 20 يوليو 1960.
يقدم المستشفى خدماته بشكل عام لجميع سكان محافظة العاصمة.